# Audre mesopotamica
Audre mesopotamica är en fjärilsart som beskrevs av Hayward 1967. Audre mesopotamica ingår i släktet Audre och familjen Riodinidae. Inga underarter finns listade i Catalogue of Life.